# Tetrapirrol
Tetrapirróis são uma classe de compostos químicos que contém quatro anéis pirróis ou do tipo pirrol. Os pirróis ou derivados de pirrol são ligados por (unidades =(CH)- ou unidades -CH2-), de forma linear ou cíclica. Pirróis são um anel de cinco átomos com quatro átomos de carbono e um de nitrogênio. Tetrapirróis são cofatores comuns em bioquímica e sua biossíntese e degradação apresentam destaque na química da vida.
Alguns tetrapirróis são os núcleos ativos de alguns compostos com papéis bioquímicos cruciais em sistemas vivos, tais como hemoglobina e clorofila. Nestas duas moléculas, em particular, o anel macrociclo pirrol emoldura um átomo de metal, que forma um composto de coordenação com os pirróis e desempenha um papel central na função bioquímica dessas moléculas.

## Estrutura
Tetrapirróis lineares (chamados bilanos) incluem:
- Produtos da quebra de heme (e.g., bilirrubina, biliverdina)
- Ficobilinas (encontradas em cianobactéria)
- Luciferinas, como encontradas em dinoflagelados e camarões eufausídeos (krill)

|            |             |                  |                                                    |                                                                               |
| Bilirubina | Biliverdina | Ficoeritrobilina | Dinoflagelados (R = H) e krill (R = OH) luciferina | uroporfirinogênio III, o único tetrapirrol autêntico apresentado neste artigo |